# Un voyage mouvementé
Pour plus de détails, voir Fiche technique et Distribution.
Un voyage mouvementé (Cross Country Cruise) est un film américain pré-Code réalisé par Edward Buzzell et sorti en 1934.

## Synopsis
Lorsque son petit ami Steve arrive avec sa femme Nita à la gare routière de Cross Country à New York, Sue, qui ignorait que Steve était marié, est stupéfaite et en colère. Bien que Steve essaye de trouver des excuses, Sue reste impassible et s'assoit toute seule dans le bus à destination de San Francisco. Elle est bientôt rejointe par Norman, un playboy héritier d'une fortune Seattle, qui voyage avec Murphy. Bien que Murphy, qui a été embauché par le père de Norman pour éloigner son fils des femmes, le décourage de poursuivre Sue, Norman est séduit. Au même moment, May, une passagère sans le sou, flirte avec les différents chauffeurs pour éviter de payer des billets et rencontre Bronson, un Rotarien bavard. Jaloux de l'attention que Norman porte à Sue, Steve lui glisse un mot, lui demandant de le rencontrer dans une auberge au prochain arrêt de bus. Sue, qui a décidé de mettre fin à l'affaire, accepte le rendez-vous afin d'informer Steve de sa décision. Cependant, Nita l'apprend et est furieuse.

## Fiche technique

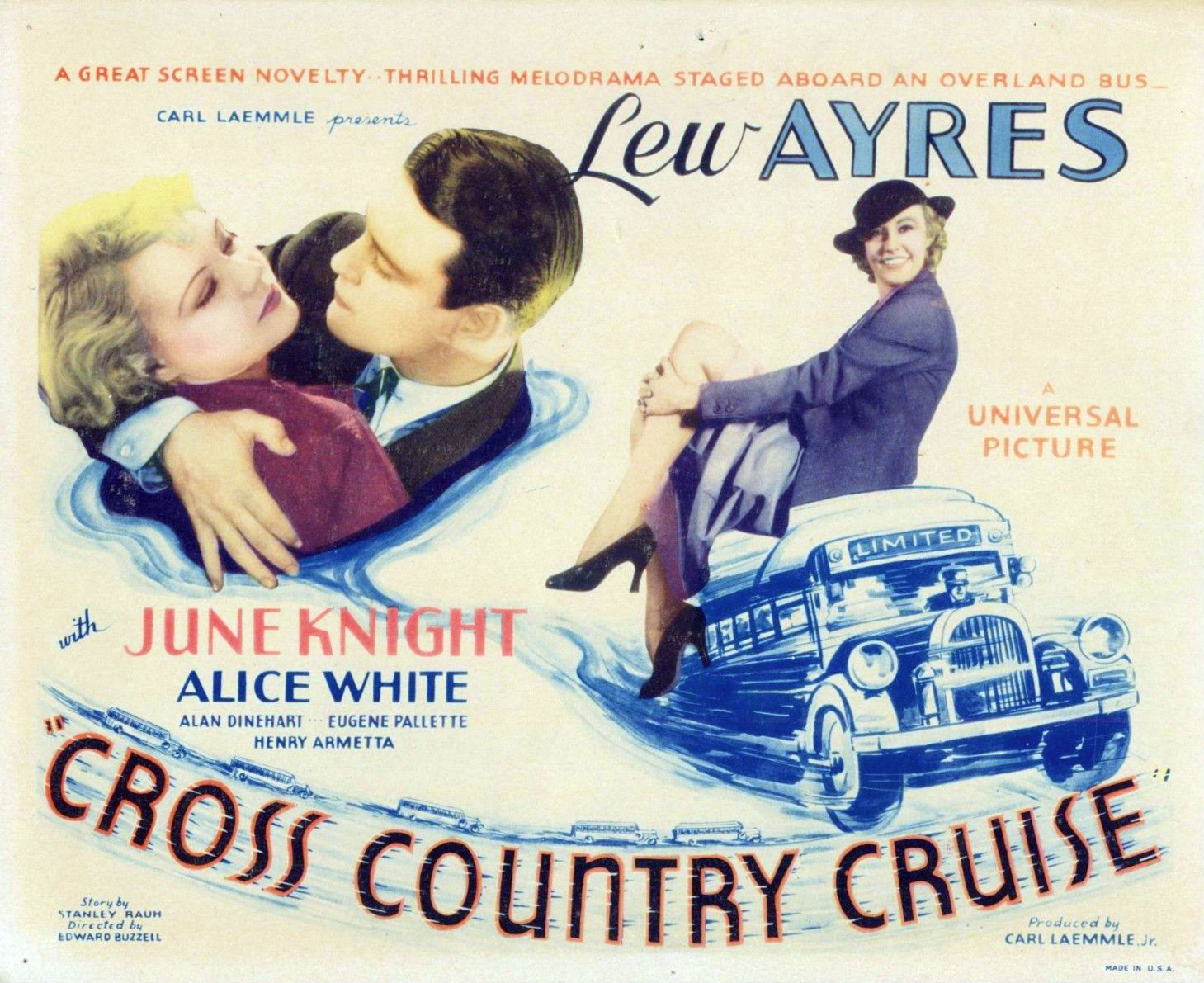
Carte promotionnelle du film.

- Titre français : Un voyage mouvementé[1]
- Titre original : Cross Country Cruise
- Réalisation : Edward Buzzell
- Scénario : Elmer Blaney Harris d'après une histoire de Stanley Rauh
- Producteur : Carl Laemmle Jr.
- Photographie : George Robinson
- Montage : Philip Cahn
- Musique : Heinz Roemheld
- Genre : Aventure, comédie dramatique, romance et road movie
- Production : Universal Pictures
- Durée : 72 minutes
- Date de sortie : 
  - États-Unis : 15 janvier 1934
  - France : 16 novembre 1934

## Distribution
- Lew Ayres : Norman Winthrop
- June Knight : Sue Fleming
- Alice White : May
- Alan Dinehart : Steve Borden
- Eugene Pallette : Willy Bronson
- Minna Gombell: Nita Borden
- Arthur Vinton : Murphy
- Robert McWade : The Grouch
- Henry Armetta : l'italien
- Jimmy Conlin : Sid

## Production
Certaines scènes ont été tournées à Salt Lake City.